# Conny Kissling
Cornelia Kissling (Olten, 18 luglio 1961) è un'ex sciatrice freestyle svizzera.

## Carriera
Specializzata nel freestyle, ha preso parte nelle edizioni dimostrative dei Giochi olimpici invernali per il freestyle, medaglie non conteggiate ufficialmente. Ha conquistato 106 vittorie in Coppa del Mondo, competizione in cui ha trionfato per 10 volte consecutive dal 1983 al 1992. Dopo la stagione 1991-92 si ritira dallo sport. Nel 2002 sposa l'ex sciatore alpino Urs Lehmann.

## Palmarès

### Olimpiadi
- 3 medaglie:
  - 1 oro (balletto a Albertville 1992)
  - 2 bronzi (balletto, gobbe e a Calgary 1988)

### Mondiali
- 4 medaglie:
  - 1 oro (combinata a Tignes 1986)
  - 3 argenti (combinata e balletto a Oberjoch 1989; combinata a Lake Placid 1991)

### Coppa del Mondo
- Vincitrice della Coppa del Mondo di freestyle nel 1983, nel 1984, nel 1985, nel 1986, nel 1987, nel 1988, nel 1989, nel 1990, nel 1991 e nel 1992
- Vincitrice della Coppa del Mondo di balletto nel 1990, nel 1991 e nel 1992
- Vincitrice della Coppa del Mondo di combinata nel 1984, nel 1985, nel 1986, nel 1987, nel 1988, nel 1989, nel 1990, nel 1991 e nel 1992
- Miglior piazzamento nella Coppa del Mondo di salti: 2ª nel 1984 e nel 1985
- Miglior piazzamento nella Coppa del Mondo generale di gobbe: 3ª nel 1986 e nel 1987
- 204 podi:
  - 106 vittorie
  - 56 secondi posti
  - 42 terzi posti

#### Coppa del Mondo - vittorie
| Data             | Luogo                | Paese        | Disciplina |
| ---------------- | -------------------- | ------------ | ---------- |
| 31 gennaio 1982  | Morin-Heights        | Canada       | KB         |
| 22 gennaio 1983  | Tignes               | Francia      | KB         |
| 19 marzo 1983    | Angel Fire           | Stati Uniti  | KB         |
| 15 gennaio 1984  | Stoneham             | Canada       | AE         |
| 15 gennaio 1984  | Stoneham             | Canada       | KB         |
| 21 gennaio 1984  | Breckenridge         | Stati Uniti  | KB         |
| 4 marzo 1984     | Oberjoch             | Germania     | KB         |
| 8 marzo 1984     | Campitello Matese    | Italia       | KB         |
| 12 marzo 1984    | Sälen                | Svezia       | KB         |
| 19 marzo 1984    | Tignes               | Francia      | KB         |
| 13 dicembre 1984 | Tignes               | Francia      | KB         |
| 13 gennaio 1985  | Mont Gabriel         | Canada       | AE         |
| 13 gennaio 1985  | Mont Gabriel         | Canada       | KB         |
| 18 gennaio 1985  | Lake Placid          | Stati Uniti  | MO         |
| 19 gennaio 1985  | Lake Placid          | Stati Uniti  | BL         |
| 20 gennaio 1985  | Lake Placid          | Stati Uniti  | KB         |
| 17 gennaio 1985  | Breckenridge         | Stati Uniti  | KB         |
| 3 febbraio 1985  | Pra Loup             | Francia      | KB         |
| 20 febbraio 1985 | Kranjska Gora        | Slovenia     | BL         |
| 3 marzo 1985     | Oberjoch             | Germania     | KB         |
| 12 marzo 1985    | Pila                 | Italia       | KB         |
| 12 gennaio 1986  | Mont Gabriel         | Canada       | KB         |
| 23 gennaio 1986  | Breckenridge         | Stati Uniti  | KB         |
| 25 gennaio 1986  | Breckenridge         | Stati Uniti  | KB         |
| 2 marzo 1986     | Oberjoch             | Germania     | KB         |
| 9 marzo 1986     | Voss                 | Norvegia     | KB         |
| 12 dicembre 1986 | Tignes               | Francia      | KB         |
| 11 gennaio 1987  | Mont Gabriel         | Canada       | KB         |
| 22 gennaio 1987  | Breckenridge         | Stati Uniti  | KB         |
| 24 gennaio 1987  | Breckenridge         | Stati Uniti  | KB         |
| 1º febbraio 1987 | Calgary              | Canada       | KB         |
| 21 febbraio 1987 | Mariazell            | Austria      | MO         |
| 28 febbraio 1987 | Voss                 | Norvegia     | MO         |
| 1º marzo 1987    | Voss                 | Norvegia     | KB         |
| 8 marzo 1987     | Oberjoch             | Germania     | KB         |
| 27 marzo 1987    | La Clusaz            | Francia      | KB         |
| 13 dicembre 1987 | Tignes               | Francia      | KB         |
| 20 dicembre 1987 | La Plagne            | Francia      | KB         |
| 8 gennaio 1988   | Mont Gabriel         | Canada       | BL         |
| 10 gennaio 1988  | Mont Gabriel         | Canada       | KB         |
| 6 febbraio 1988  | Madarao              | Giappone     | KB         |
| 6 marzo 1988     | Oberjoch             | Germania     | KB         |
| 12 marzo 1988    | La Clusaz            | Francia      | KB         |
| 18 marzo 1988    | Hasliberg            | Svizzera     | BL         |
| 10 dicembre 1988 | Tignes               | Francia      | BL         |
| 16 dicembre 1988 | La Plagne            | Francia      | BL         |
| 18 dicembre 1988 | La Plagne            | Francia      | KB         |
| 14 gennaio 1989  | Lake Placid          | Stati Uniti  | BL         |
| 15 gennaio 1989  | Lake Placid          | Stati Uniti  | KB         |
| 22 gennaio 1989  | Calgary              | Canada       | KB         |
| 16 marzo 1989    | Åre                  | Svezia       | BL         |
| 18 marzo 1989    | Åre                  | Svezia       | KB         |
| 24 marzo 1989    | Suomu                | Finlandia    | KB         |
| 14 dicembre 1989 | La Plagne            | Francia      | BL         |
| 15 dicembre 1989 | Tignes               | Francia      | KB         |
| 17 dicembre 1989 | La Plagne            | Francia      | KB         |
| 5 gennaio 1990   | Mont Gabriel         | Canada       | BL         |
| 7 gennaio 1990   | Mont Gabriel         | Canada       | KB         |
| 12 gennaio 1990  | Lake Placid          | Stati Uniti  | BL         |
| 14 gennaio 1990  | Lake Placid          | Stati Uniti  | KB         |
| 19 gennaio 1990  | Breckenridge         | Stati Uniti  | BL         |
| 21 gennaio 1990  | Breckenridge         | Stati Uniti  | KB         |
| 28 gennaio 1990  | Calgary              | Canada       | KB         |
| 9 febbraio 1990  | Inawashiro           | Giappone     | BL         |
| 11 febbraio 1990 | Inawashiro           | Giappone     | AE         |
| 16 febbraio 1990 | Inawashiro           | Giappone     | KB         |
| 17 febbraio 1990 | Iizuna               | Giappone     | BL         |
| 12 marzo 1990    | Iizuna               | Giappone     | KB         |
| 13 marzo 1990    | La Clusaz            | Francia      | BL         |
| 8 dicembre 1990  | Tignes               | Francia      | BL         |
| 8 dicembre 1990  | Tignes               | Francia      | KB         |
| 14 dicembre 1990 | Zermatt              | Svizzera     | BL         |
| 14 dicembre 1990 | Zermatt              | Svizzera     | KB         |
| 20 dicembre 1990 | Piancavallo          | Italia       | BL         |
| 11 gennaio 1991  | Whistler-Blackcomb   | Canada       | BL         |
| 13 gennaio 1991  | Whistler-Blackcomb   | Canada       | KB         |
| 17 gennaio 1991  | Breckenridge         | Stati Uniti  | BL         |
| 19 gennaio 1991  | Breckenridge         | Stati Uniti  | KB         |
| 20 gennaio 1991  | Breckenridge         | Stati Uniti  | KB         |
| 1º febbraio 1991 | Mont Gabriel         | Canada       | BL         |
| 3 febbraio 1991  | Mont Gabriel         | Canada       | KB         |
| 21 febbraio 1991 | La Clusaz            | Francia      | KB         |
| 24 febbraio 1991 | Skole                | Ucraina      | BL         |
| 26 febbraio 1991 | Skole                | Ucraina      | KB         |
| 2 marzo 1991     | Oberjoch             | Germania     | BL         |
| 10 marzo 1991    | Voss                 | Norvegia     | KB         |
| 14 marzo 1991    | Pyhätunturi          | Finlandia    | BL         |
| 17 marzo 1991    | Pyhätunturi          | Finlandia    | KB         |
| 22 marzo 1991    | Hundfjället          | Svezia       | BL         |
| 23 marzo 1991    | Hundfjället          | Svezia       | KB         |
| 5 dicembre 1991  | La Plagne            | Francia      | BL         |
| 7 dicembre 1991  | La Plagne            | Francia      | KB         |
| 10 dicembre 1991 | Zermatt              | Svizzera     | BL         |
| 12 dicembre 1991 | Zermatt              | Svizzera     | KB         |
| 16 dicembre 1991 | Piancavallo          | Italia       | BL         |
| 17 dicembre 1991 | Piancavallo          | Italia       | KB         |
| 10 gennaio 1992  | Whistler-Blackcomb   | Canada       | BL         |
| 16 gennaio 1992  | Breckenridge         | Stati Uniti  | BL         |
| 17 gennaio 1992  | Breckenridge         | Stati Uniti  | BL         |
| 19 gennaio 1992  | Breckenridge         | Template:USQ | KB         |
| 23 gennaio 1992  | Lake Placid          | Stati Uniti  | BL         |
| 31 gennaio 1992  | Oberjoch             | Germania     | BL         |
| 28 febbraio 1992 | Inawashiro           | Giappone     | BL         |
| 1º marzo 1992    | Inawashiro           | Giappone     | KB         |
| 5 marzo 1992     | Madarao              | Giappone     | KB         |
| 14 marzo 1992    | Altenmarkt im Pongau | Austria      | KB         |

Legenda:

KB = Combinata

BL = Balletto

MO = Gobbe

AE = Salti